# Emil Kirschmann

Emil Kirschmann

Emil Kirschmann (* 13. November 1888 in Oberstein; † 11. April 1949 in New York City) war ein deutscher sozialdemokratischer Politiker.

## Leben bis 1933
Kirschmann war Handlungsgehilfe und lebte seit 1912 in Köln. Dort war er in der Verwaltung einer Konsumgenossenschaft beschäftigt. Später war er Leiter einer gewerkschaftlich genossenschaftlichen Versicherung und Funktionär im Handlungsgehilfenverband. Im Ersten Weltkrieg war er Soldat. Zwischen 1919 und 1926 arbeitete Kirschmann als Redakteur der Rheinischen Zeitung in Köln. Im Jahr 1922 heiratete er die preußische Landtagsabgeordnete Elisabeth Röhl. Damit war er Schwager von Marie Juchacz. Seine Frau starb bereits 1930. Von 1926 bis 1932 arbeitete Kirschmann als Ministerialrat im preußischen Innenministerium. Zu den Sitzungen des Staatsministeriums wurde er 1927 mehrfach wegen Fragen zum besetzten Saargebiet hinzugezogen.
Kirschmann war 1906 der SPD beigetreten. Zwischen 1921 und 1926 war er Mitglied im Vorstand des Bezirks Obere Rheinprovinz. Er war zwischen 1924 und 1933 Mitglied im Reichstag. Angesichts der Erstarkung des Nationalsozialismus sprachen Kirschmann und Carlo Mierendorff mit Willi Münzenberg über eine antifaschistische Einheitsfront. Später ließ Münzenberg verlauten, dass die Führung der KPD diesen Kurs abgelehnt hätte.

## Exil
In der Zeit des Nationalsozialismus war er zusammen mit Marie Juchacz und seiner Lebensgefährtin Käthe Fey im Exil zunächst im Saargebiet. Dort war er als Funktionär der Sopade in der Flüchtlingshilfe aktiv. Seit 1935 lebte er in Frankreich und setzte als Leiter der Flüchtlingsberatungsstelle in Forbach (Lothringen) seine Flüchtlingshilfe fort. Außerdem war er Mitglied der „Arbeitsgemeinschaft für sozialistische Inlandsarbeit.“ Er beteiligte sich Ende der 1930er Jahre zusammen unter anderem mit Heinrich Mann an einem Ausschuss zur Vorbereitung einer deutschen Volksfront. Diese kam wegen des internen Streits mit den Kommunisten unter Walter Ulbricht jedoch nie zu Stande. Im Jahr 1940 flüchtete er über Marseille und Martinique in die USA.

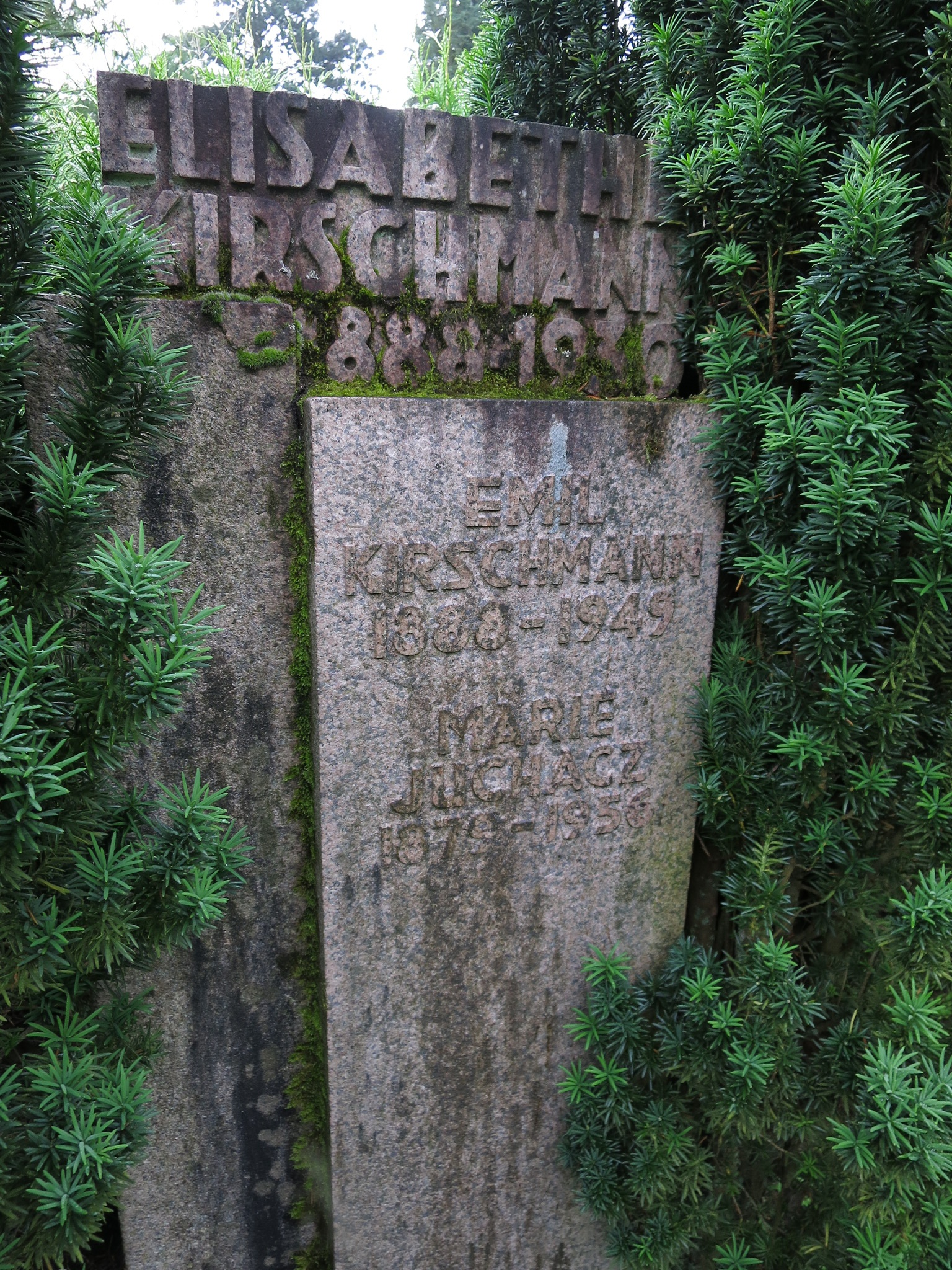
Familiengrab auf dem Kölner Südfriedhof

Dort gehörte er unter anderem dem Exekutivkomitee des „German-American Council for the Liberation of Germany from Nazism“ an. Im Jahr 1944 unterschrieb er die Erklärung des Council for a Democratic Germany. Außerdem beteiligte er sich an einem Komitee deutscher Gewerkschafter, das sich um Unterstützung der amerikanischen Gewerkschaften bemühte. Nach dem Krieg erregte er öffentliches Aufsehen durch sein Auftreten gegen die Vertreibungs- und Demontagepolitik der Besatzungsmächte in Deutschland. Zusammen mit neun anderen ehemaligen Reichstagsabgeordneten, Siegfried Aufhäuser, Fritz Baade, Gustav Ferl, Hugo Heimann, Marie Juchacz, Gerhart Seger, Wilhelm Sollmann, Friedrich Stampfer und Hans Staudinger, unterschrieb er einen „Appell an Gewissen und Menschlichkeit.“
Aus den USA heraus half er unter anderem seiner Geburtsstadt durch die Vermittlung von CARE-Paketen. Zu der geplanten Rückkehr nach Deutschland kam es wegen Kirschmanns überraschenden Todes nicht mehr. 
Emil Kirschmann wurde im Familiengrab seiner Frau Elisabeth und deren Schwester Marie Juchacz auf dem Kölner Südfriedhof (Flur 65 Nr. 307) beerdigt.

## Varia
Seine Geburtsstadt Idar-Oberstein hat Kirschmann zu Ehren eine der wichtigsten innerstädtischen Brücken „Emil-Kirschmann-Brücke“ getauft. An der Brücke hängen Schilder mit seiner Kurzbiografie.